# Christen Pram

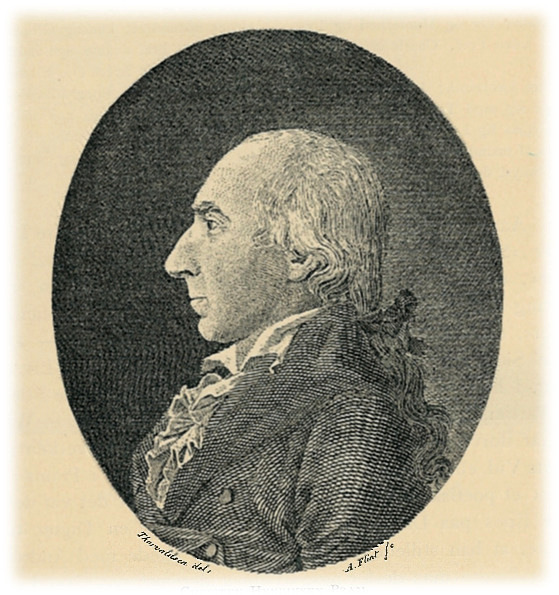
Christen Henriksen Pram

Christen Henriksen Pram (* 4. September 1756 in Lesja; † 28. November 1821 in Sankt Thomas, Dänisch-Westindien) war ein norwegischer Dichter.

## Leben
Seine Eltern waren der Kaplan und spätere Pfarrer Henrik Frederik Pram (1726–1800) und dessen Frau Olava Maria de Stockfleth (1738–1815), eine Pfarrerstochter aus Fåberg. Am 24. Mai 1782 heiratete er Maria Magdalena Erichsen (30. Juli 1754–30. September 1819), Tochter des Stadtphysikus Johann Gottfried Erichsen (1713–1768) und dessen Frau Anna geb. Thode (1728–1766). Die Ehe war unglücklich mit Gewaltausbrüchen, und das Ehepaar lebte zeitweilig getrennt.
Christen Pram lebte die meiste Zeit seines Lebens in Dänemark, war aber ein norwegischer Patriot. Er war der erste norwegische Romanautor.
Als Pram acht Jahre alt war, wurde der Vater Pfarrer in Slagslunde auf Seeland. Das Elternhaus wurde zu einem Zentrum der Pflege des Norwegischen. Er lernte dort den Lyriker Edvard Storm, den Juristen Peder Kofod Ancher und den Historiker Peter Frederik Suhm kennen. Diese Begegnungen verschafften ihm Zugang zu der oberen Gesellschaftsschicht Kopenhagens und hatten große Bedeutung für seine späteren Werke. Er lernte dort Ernst Heinrich von Schimmelmann kennen, der ihm die Tür zur Beamtenlaufbahn öffnete. Er wurde auch Mitglied in „Norske Selskab“ (Norwegische Gesellschaft) in Kopenhagen.
1772 bestand Pram nach seinem Unterricht zu Hause das „Examen artium“ und begann ein Studium. Wegen des notwendigen Broterwerbs wählte er die Rechtswissenschaften, hörte nicht ausreichend die Vorlesungen und schloss das Studium folglich nicht ab. Er besuchte viele unterschiedliche Vorlesungen, las klassische Literatur und lernte moderne Sprachen. Besonders befasste er sich mit Statistik und Volkswirtschaftslehre. 1781 bekam er eine Stelle beim Wirtschaftskollegium und arbeitete die meiste Zeit seines Erwerbslebens in verschiedenen Stellungen. Er war ein Anhänger des aufgeklärten Absolutismus. 1802 wurde er Justizrat und 1812 Etatsrat. 1816 wurde das Wirtschaftskollegium mit „Vestindisk-guineiske Rente- og Generaltoldkammer“ zusammengelegt, und er bekam seinen Abschied.
1782 bis 1787 gab er die Handelszeitung Efterretninger om Handel, Skibsfart, Fabrik- og Manufacturvæsen heraus.
Pram entfaltete früh seine dichterischen Fähigkeiten. Er versuchte sich mit wechselndem Erfolg auf verschiedenen Gebieten. 1779 gewann er einen Preis für seine Heroide „Philippa til Erik“. Das naturbeschreibende Gedicht „Emilias kilde“ von 1782 befestigte seinen Ruf. Dann kam sein berühmtestes Gedicht „Starkather“ in 15 Gesängen, das auf einem Stoff aus den Gesta Danorum des Saxo Grammaticus aufbaut. Von der Poesie her werden die 7000 Verse als trocken und unpoetisch bezeichnet, aber es weckte allgemeine Aufmerksamkeit bis nach Schweden, weil es für ein Zeugnis der altnordischen Renaissance gehalten wurde. In dem Gedicht macht er Starkather zu einem Norweger. Aber vom altnordischen Geist ist nichts zu spüren, vielmehr handelt es sich um einen allegorischen Rahmen für allerlei moralphilosophische Betrachtungen. Er schrieb eine ganze Reihe von Theaterstücken, die sich am Theater nicht halten konnten. Vergleichsweise erfolgreich war noch Ægteskabsskolen (Schule der Ehe; 1795) mit 15 Vorstellungen. Wiederum auf Saxos Gesta Danorum beruht ein historisches Theaterstück mit dem Titel Lagertha (1789), in dem das Leben der nordischen Kriegerin (Schildmaid) Lathgertha geschildert wird. Dieses war Vorlage für das Ballettstück Lagertha (1801) von Vincenzo Galeotti (Choreographie) und Claus Schall (Musik), das als Gesamtkunstwerk Lieder, Pantomime, Tanz und Dialoge umfasst.
Zusammen mit Knud Lyne Rahbek gab er 1785 die Kulturzeitung Minerva heraus. 1790 bis 1793 redigierte er sie allein. In Minerva hatte er eine fest außenpolitische Spalte und gewann viele Leser durch seine gut geschriebenen Kurzgeschichten. 1796 bis 1804 und von 1818 bis 1819 gab er Borgervennen (Bürgerfreund) heraus.
Jørgen, en Dosmers Levnedsbeskrivelse und Hans Kruuskop (beide 1786) waren der Höhepunkt seines literarischen Schaffens. Beide Arbeiten handelten vom Kampf junger Männer gegen eine feindliche Umgebung, gegen Mobbing und Verlust der Freiheit. Sie sind von einer skeptischen Sicht auf die Menschen, scharfer Ironie und Gesellschaftskritik geprägt. Jørgen steht in der Tradition von Voltaire. John Thral. Bidrag til Frihedens Historie von 1787 hat eine englische Hauptperson und gibt einen Rundblick über die europäischen Staaten am Vorabend der Französischen Revolution. Der Roman endet mit einem Appell für die Landreform in Dänemark, die Pram unterstützte, wobei er die Verhältnisse in Norwegen als Ideal vor Augen hatte. Während sein Lustspiel Ægteskabsskolen nur ein kurzer Erfolg war, so haben seine Kurzgeschichten einen besonderen Platz in der norwegischen Literaturgeschichte, da es sich um die ersten Geschichten eines Norwegers in norwegischer Sprache handelt. Pram fühlte sich vor allem als Norweger.
1795 gewann Pram einen Preis für das beste Programm für eine norwegische Universität:  Forsøg om en Højskoles Anlæg i Norge. 1804 bis 1806 unternahm er zwei lange Dienstreisen nach Norwegen. Seine Berichte an das Kollegium in Kopenhagen (in 10 Bänden) beinhalten viele Kultur- und wirtschaftspolitische Informationen. Wenig Sinn hatte er für die wilde Natur Norwegens, aber umso mehr für die Kulturlandschaft. Seine bevorzugte Landschaft war Trøndelag.
1814 war er Mitgründer von „Nordmandsforeningen“ in Kopenhagen. Im gleichen Jahr stellte er sich für den neuen Staat Norwegen, der nach dem Ende der napoleonischen Kriege seine Unabhängigkeit von Dänemark erklärte, zur Verfügung. Aber er erhielt auf sein Angebot nicht einmal eine Antwort. Um seine knappen wirtschaftlichen Verhältnisse aufzubessern, reiste er 1819 als Zollverwalter zu der dänischen Insel St. Thomas in der Karibik. Er vertrug das Klima nicht und starb dort 1821.

## Werke (Auswahl)
- Philippa til Erik. Eine Heroide. 1779
- Emilias Kilde. 1782
- Hymne til Vaaren. 1784
- Stærkodder. Et Digt i femten Sange. 1785
- Jørgen, en Dosmers Levnedsbeskrivelse. 1786
- Hans Kruuskop. 1786
- Om en Husmoders Pligter. 1787 (preisgekrönt[8])
- John Thral. Bidrag til Frihedens Historie. 1787
- Frode og Fingal, skuespill. 1790
- Forsøg om Dragten, især for Danmark og Norge. 1791 (preisgekrönt[8])
- Lagertha. Et dramatisk Forsøg. 1790 (Ballett 1801)
- Ægteskabsskolen. Lystspil i fem Akter. 1795
- Forsøg om en Højskoles Anlæg i Norge. 1795 (preisgekrönt)
- Redaktion von Minerva, 1785–1789, 1790–1793